# Mori Tomonobu
 (décembre 2017).
Si vous disposez d'ouvrages ou d'articles de référence ou si vous connaissez des sites web de qualité traitant du thème abordé ici, merci de compléter l'article en donnant les références utiles à sa vérifiabilité et en les liant à la section « Notes et références ».
Mori Tomonobu (母里 友信, 1556-1er juillet 1615) était un bushô (武将 : bushi, commandant des forces armées du Japon et expert en arts martiaux) de l'époque Azuchi Momoyama jusqu'à l'ère Edo. Il était un vassal de Kuroda Nagamasa et se faisait couramment appeler « Tahee » (太兵衛) ou « Tahyôe » (多兵衛).
À cette époque, au Japon, lorsqu'un enfant avait atteint l'âge de 15 ans, il obtenait un nom d'adulte lors d'une cérémonie appelée genpuku (元服). Mori Tomonobu était dans son enfance appelé « Bansuke » (万助) ou « Tajimamori » (但馬守).